# Italiaanse Republiek (1802-1805)
De Italiaanse Republiek was een land van 1802 tot 1805 in het noorden van het huidige Italië. Het was de opvolger van de Cisalpijnse Republiek en het was eigenlijk een vazalstaat van het Frankrijk van Napoleon. Het had een andere grondwet dan de Cisalpijnse Republiek wat het mogelijk maakte dat Napoleon president kon worden, maar had hetzelfde grondgebied. De nieuwe grondwet werd goedgekeurd door de Consulta van Lyon.
In 1805 riep Napoleon, president van Italië, zichzelf uit tot koning van Italië en veranderde de naam Italiaanse Republiek naar Koninkrijk Italië.
- Library of Congress Control Number: n83009471
- Nationale Bibliotheek van Israël: 987007564482605171
- Virtual International Authority File: 131382838
- WorldCat: E39PBJtMm4tV7r88pYtF7RTWDq